# Contea di Daocheng
La contea di Daocheng (稻城县S, Dàochéng XiànP) è una contea della Cina, situata nella provincia di Sichuan e amministrata dalla prefettura autonoma tibetana di Garzê.